# Ragnar Lodbrok
Ragnar Lodbrok (nórdico antiguo: Ragnarr Loðbrók Sigurdsson) fue un rey legendario de Suecia y Dinamarca que reinó en el siglo IX. Según el cronista danés Saxo Grammaticus, Ragnar pertenecía a la línea real de la casa de los Ynglings. De acuerdo a estas crónicas y las sagas islandesas, se lo considera hijo de Sigurd Ring, rey de Suecia y conquistador de Dinamarca, y su consorte Alfhild Gandolfsdatter (n. 710), hija de Gandalf Alfgeirsson. No hay acuerdo sobre cuál era la capital de sus dominios, ni en qué país residía normalmente.
A pesar de aparecer como un héroe local, no hay muchas biografías suyas, apenas se pueden hallar algunas menciones en las sagas. La datación de su reinado es incierta: algunas fuentes lo sitúan entre 750 y 794, otras de 860 a 865 y otras más probables entre 835 y su muerte en 865. Tampoco se sabe si fue reconocido como rey durante todo ese tiempo.

## Vida

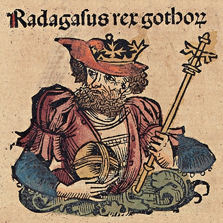
Ilustración de Las Crónicas de Núremberg.

Ragnar era pagano devoto y, de acuerdo a las leyendas nórdicas, pretendía ser descendiente del dios Odín. Por ello no tenía reparos en atacar a las ciudades cristianas en fiestas sagradas (de hecho lo prefería, pues la sorpresa era mayor y los soldados solían estar en el templo). Se le ha vinculado en matrimonio con dos famosas guerreras skjaldmö, Lathgertha en Gesta Danorum, y la reina Aslaug (Aslög), la hija de Sigurd y Brynhildr, según la saga Völsunga.

## Historicidad
La historicidad de la vida de Ragnar, solo parcialmente en lugares y tiempos cubiertos por las páginas de la historia, no es muy clara.
En su comentario a la Gesta Danorum de Saxo Grammaticus, Hilda Ellis Davidson señala los notorios esfuerzos de Saxo en el libro IX de la Gesta por consolidar, bajo el reinado de Ragnar, diversos eventos e historias confusas, y en ocasiones contradictorias, de las que tenía conocimiento. Es por ello que muchos actos atribuidos a Ragnar en la Gesta pueden asociarse, por medio de diversas fuentes, con varias figuras diversas, algunas de las cuales presentan hoy más sentido en términos históricos. Entre estos candidatos a configurar el Ragnar histórico se incluye a:
- el Rey Horik I (muerto en 854 d. C.),
- el Rey Reginfrid (muerto en 814 d. C.),
- un rey que dominó parte de Dinamarca y entró en conflicto con Harald Klak,
- un líder llamado Reginherus, quien orquestó el Asedio de París (845),
- Ragnall ua Ímair, de los Anales irlandeses, y
- el padre del vikingo que invadió Inglaterra con el gran ejército pagano en 865 d. C.[4]

Por el momento, todos los intentos de vincular al Ragnar legendario con uno o varios de esos hombres han sido vanos dada la dificultad de reconciliar las distintas hazañas y su cronología. Sin embargo, la tradición central en torno a un héroe vikingo llamado Ragnar (o sus derivados) que llevó el espanto a la Europa de mediados del siglo nueve, y que engendró varios hijos de renombre, es sorprendentemente persistente, y algunos aspectos de la misma se encuentran relatados en fuentes relativamente confiables, tales como la Crónica anglosajona. De acuerdo a Davidson, «en los últimos años algunos académicos han aceptado al menos la última parte de la historia de Ragnar como basada en hechos históricos». Katherine Holman, por otro lado, ha concluido que «aunque sus hijos son figuras históricas, no hay evidencia alguna de que Ragnar haya existido; parece tratarse de una amalgama de distintas figuras históricas y una viva invención literaria».

## Incursiones
Pasó buena parte de su vida en expediciones vikingas arrasando ciudades de la Europa cristiana y solía aceptar el pago de un rescate o tributo (danegeld) para dejar en paz a los pueblos atacados y abandonar sus tierras.

### Báltico
Saxo Grammaticus en su Gesta Danorum cita dos importantes incursiones a principios de la década de 840 de Ragnar en el mar Báltico, el primero contra los dominios de los semigalianos que Saxo denomina «hellespontianos», y el segundo contra curonios y sambianos. Tras vencer a los semigalianos, de regreso a Dinamarca, atacó las costas de Sambia y el reino de los curonios forzando a sus habitantes a reconocerle como conquistador para evitar la devastación.

### Francia
Aproximadamente en 845, era ya uno de los mayores caudillos vikingos, preocupado por la falta de ocupación de sus hijos. Temía que los hombres de armas de su reino, sin enemigos, cometieran alguna estupidez que fuera contraproducente para su reinado. Por ello lanzó una ofensiva con 120 barcos y 5000 hombres contra el reino de Francia. Probablemente desembarcó en el estuario del Sena y asoló la parte occidental del Imperio franco.
Un histórico Ragnar Lodbrok que participó en el asedio de París el 28 de marzo de 845, aparece como jarl de la corte de Horik I (814-854) de Dinamarca. Carlos II el Calvo, nieto de Carlomagno, tuvo que pagar por la ciudad un danegeld (tributo) de 7000 libras de oro y plata para evitar el pillaje.
Este acuerdo no le impidió atacar otras partes de Francia, siendo ardua la tarea de expulsarle.

### Inglaterra
Tras Francia, las islas británicas atrajeron su atención. En 865, desembarcó en Northumbria, en la costa noreste de Inglaterra, donde fue derrotado por Ælla de Northumbria. Fue atrapado por el rey de los anglos, y ejecutado de manera horrible, arrojado a un pozo de serpientes venenosas. Sus últimas palabras fueron que sus cachorros lo vengarían. Estos eran sus hijos Björn, Ivar, Halfdan, Sigurd y Ubbe.

## Herencia
De su relación con diversas mujeres se le imputa la paternidad de varios hijos según las sagas nórdicas:
- Con Ladgerda:

Gesta Danorum cita a un hijo llamado Fridleif, y dos hijas. No aparecen en ningún otro relato o saga.
- Con Aslaug:
  - Björn Ragnarsson apodado Brazo de Hierro o Costillas de Hierro.[9]
  - Sigurd Ragnarsson apodado Serpiente en el Ojo.
  - Hvitsärk.
  - Ivar el Deshuesado.

- Con Þóra Borgarhjörtr (Sigurd también pudo haber sido fruto de esta relación):
  - Erik Ragnarsson (n. 768), ejecutado por Eysteinn Beli de Upsala.
  - Agnar Ragnarsson (n. 770), muerto en combate por Eysteinn Beli de Upsala.
  - Olof Ragnarsdatter (n. 786), que se casó con el jarl Hunda-Steinar del Danelaw.[10] Su nieto Auðunn skökull Bjarnarson fue uno de los grandes colonos de Islandia.[11]
- De acuerdo con Saxo Grammaticus. Con la amada de Björn, la hija de un tal Esbern:[12]
  - Ubbe Ragnarsson, en Ragnarssona þáttr aparece con el nombre de Husto. Junto a su hermano Ingvar fueron autores del martirio del rey Edmundo del Anglia Oriental.

- Con Svanloga:
  - Rognvald Ragnarsson, aparece citado en Ragnarssona þáttr.

- Con otras relaciones:
  - Ingvar Ragnarsson (n. 790), aparece citado en Ragnarssona þáttr.
  - Halfdan Ragnarsson.

## En la ficción
Aparece como protagonista principal en la serie Vikingos, interpretado por el actor Travis Fimmel; como personaje secundario en el cómic El Capitán Trueno, como padre de Sigrid; y en la película de 1958 Los vikingos, interpretado por el actor Ernest Borgnine.
Aparece como personaje desbloqueable en el videojuego Rise Of Kingdoms bajo el apodo de “Leyenda Nórdica”.
En el videojuego Assassin's Creed Valhalla, la misión "Los hijos de Ragnar" hace referencia, tanto al propio Ragnar Lodbrok, como a dos de sus hijos: Ivarr (refiriéndose a Ivar el Deshuesado) y Ubba (refiriéndose a Ubbe Ragnarsson). En la saga de Yorkshire también aparece Halfdan Ragnarsson.